# Tramlink ruta 2
Tramlink ruta 2 és una de les tres rutes de la xarxa de Tramlink al sud de Londres. La ruta és operada per Tramtrack Croydon i FirstGroup en nom de Transport for London (TfL).